# Jag är Ozzy
Jag är Ozzy (originaltitel: I am Ozzy) är en biografi om sångaren Ozzy Osbourne. Det är Osbourne själv som skrivit den tillsammans med Chris Ayres. Boken utgavs 2010 av förlaget Grand Central Publishing. I Sverige gavs den ut av bokförlaget Norstedts, i en översättning av Linnea Olsson.
I boken berättar Ozzy Osbourne om sitt liv med sina egna ord - från sin uppväxt till tiden som sångare i Black Sabbath, och sedan vidare till tiden som soloartist och som familjefar. Han tar även upp ämnen som alkoholism och drogmissbruk.